# Просёлочные дороги
«Просёлочные дороги» (англ. Back Roads) — фильм режиссёра Мартина Ритта.

## Сюжет
Эми Пост (Салли Филд) — девушка лёгкого поведения, проживающая в портовом городе Мобил, штат Алабама. Однажды её клиентом становится Элмор Прэтт (Томми Ли Джонс), бывший боксёр. Элмор не может оплатить услуги «ночной бабочки», так как его недавно уволили с работы на автомойке. К тому же он избил полицейского в штатском. Элмор и Эми решают вместе уехать в Калифорни Но поскольку у обоих есть проблемы с законом, их путь проходит по просёлочным дорогам Америки.

## В ролях
| Актёр          | Роль        |
| -------------- | ----------- |
| Салли Филд     | Эми Пост    |
| Томми Ли Джонс | Элмор Прэтт |
| Дэвид Кит      | Мэсон       |
| Мириам Колон   | Энджел      |